# Muncie Flyers

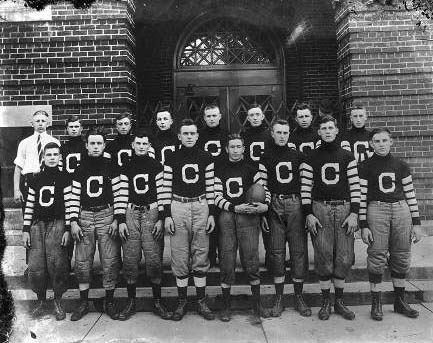
Foto del equipo en 1915

Los Muncie Flyers de Muncie, Indiana jugaron en la National Football League (entonces llamada American Professional Football Association) de 1920 a 1921.

## Historia

### Orígenes
Los orígenes del equipo muestran que evolucionaron del Congerville (Muncie) Athletic Club, el cual se remonta hasta 1905. Periódicos locales proveían de cobertuta al equipo, con referencias ocasionales o algunas veces con un breve resumen en las ediciones de los lunes. En 1910, el Congerville Athletic Club terminó con una marca casi perfecta, 10-0-1. Todos sus juegos como locales fueron en contra de otros equipos de la localidad de Muncie, mientras que los de visitantes fueron en las localidades cercanas de Hartford City, Dunkirk y Alexandria. En 1916 los equipos del Congerville Athletic Club y los Congerville Flyers se fusionaron en los Congerville Flyers.

### Primera Guerra Mundial
Los Congerville Flyers jugaron brevemente en 1917, pero no pudieron jugar en 1918 debido al involucramiento de los Estados Unidos en la Primera Guerra Mundial y a la epidemia de influenza de 1918. En septiembre de 1917, se anunció que se había organizado un equipo. Sin embargo, una semana después, el 9 de septiembre de 1917, se anunció que no se jugaría debido a la guerra. Por ese motivo no jugaron en 1918.

### La era NFL
Con la guerra terminada, volvió a la vida el fútbol americano en el Este de Indiana. Los Flyers jugaron en contra de equipos fuertes como los Wabash Athelic Association, los Fort Wayne War Vets y los Cincinnati Celts. el equipo de 1919 terminó con marca de 4-1-1. En 1920, los Flyers fueron uno de los 14 equipos fundadores de la American Professional Football Association, la cual sería conocida más tarde como la National Football League. En el segundo juego de la historia de la NFL, los Rock Island Independents destrozaron a los Muncie Flyers por 45-0. La semana siguiente, los Decatur Staleys cancelaron su partido contra los Flyers. Muncie tuvo dificultades para programar otro juego. Mientras el equipo estaba ocioso, la mayor parte de sus jugadores firmaron con otros jugadores locales. Los Flyers pudieron programar un juego en contra de los Dayton Triangles el 7 de noviembre de 1920, pero fue suspendido por lluvia. Los Flyers regresaron a finales de noviembre y ganaron tres juegos en contra de equipos no afiliados a la APFA, finaizando con una marca de 3-1-0 (0-1-0 en contra de equipos de la APFA). Regresaron a la the APFA en 1921, los Flyers abrieron su temporada ganando contra otro equipo fuera de la APFA, los Elwood Legion, entonces perdieron en contra de los Evansville Crimson Giants y los Cincinnati Celts. programaron otro juego el 13 de noviembre de 1921 en contra de los Green Bay Packers, pero también fue cancelado, dejando a los Flyers con marca de 1-2-0 (0-2-0 en contra de equipos de la APFA). La marca final de los Flyers en la APFA fue un nada impresionable 0-3-0. Se retiraron de la APFa al final de la temporada de 1921, pero siguieron activos hasta 1927. Debido al poco apoyo de los aficionados en Muncie, jugaron casi todos sus partidos como visitantes en 1922, 1923 y 1924. En 1925 se mudaron a Jonesboro, Indiana, cambiando su nombre a Jonesboro Flyers, dejando de existir en 1927. 

## Temporada por temporada
| Año     | V | D | E | Posiciíon Final | Entrenador      |
| ------- | - | - | - | --------------- | --------------- |
| 1920    | 0 | 1 | 0 | 14º             | Ken Huffine     |
| 1921    | 0 | 2 | 0 | 18º             | Cooney Checkaye |
| Totales | 0 | 3 | 0 |                 |                 |